# Консольні стелажі
Консольні стелажі — це металеві конструкції, які використовують для складування довгомірних, великогабаритних та нестандартних вантажів на спеціальних горизонтальних консолях. 

Головною перевагою консольних стелажів є унікальність і в той же час простота конструкції. Вони широко використовуються на гуртових складах, у виробничих приміщеннях, металобазах, сховищах, майстернях, будівельних супермаркетах та господарських магазинах. Сфера застосування постійно розширюється, оскільки консольні стелажі володіють безумовними перевагами перед іншими конструкціями при складуванні довгомірних вантажів (лісопильні матеріали, труби, профілі, ДСП, металопрокат, меблі, побутова техніка і багато іншого.) 
Для ефективного використання об'єму виробничих і складських приміщень виготовляють консольні стелажі двох видів: односторонні (з опорними Г-образними стійками) та двосторонні (з опорними Т-образними стійками). Односторонні консольні стелажі призначені для монтажу впритул до стіни і витримують значні навантаження. Двосторонні стелажі обслуговуються з обох сторін. Вони мають більшу стійкість, оскільки навантаження рівномірно розподіляється на обидві сторони. 
Консольний стелаж збирається з окремих елементів і набирається в одну лінію будь-якої довжини, з будь-якою кількістю секцій. Основні елементи консольного стелажа: горизонтальні несучі консольні системи, вертикальні опорні стійки, з'єднувачі і системи зв'язків. У ряді випадків консольні стелажі обладнуються додатковими обмежувачами та упорами для попередження падіння вантажу зі стелажа. Також існує можливість обладнання стелажів настилами, що дозволяє використовувати їх як поличкові для складування будь-яких вантажів. На відміну від поличкового чи палетного, в консольному стелажі відсутні фронтальні стійки, а навантаження та розвантаження здійснюються вилчатим навантажувачем. Фронтальне завантаження-розвантаження надає прямий доступ до кожної вантажної комірки, підвищуючи продуктивність складських операцій. Універсальність стелажів даного типу робить їх ідеальними для будь-якої експлуатації.